# Bombus festivus
Bombus festivus (saknar svenskt namn) är en insekt i överfamiljen bin (Apoidea) och släktet humlor (Bombus) som lever i Himalaya och angränsande områden.

## Beskrivning
Bombus festivus har mörkbruna vingar och medellång tunga. Drottningen är mycket stor, blir mellan 22 och 25 mm lång; arbetare och hanar är mindre, 12 till 17 respektive 14 till 16 mm långa. Drottningen är till största delen svart, med undantag för en vit, bakåtriktad triangel på mellankroppen, och de två sista tergiterna, som också de är vita. De största arbetarna kan se likadana ut, även om mellankroppstriangeln mera går i gult. Mindre arbetare saknar triangeln, och har i stället en orangebrun mellankropp; dock är de övre sidorna svarta. Hanarna kan ha samma utseende som de mindre arbetarna, dock med grått ansikte; de kan också ha en ljusare färgteckning med huvud, mellankropp och de två främsta tergiterna orangebruna, samt resten av bakkroppen vit.

## Ekologi
Humlan är en vanlig art, som finns i bergsterräng på höjder mellan 850 och 4 300 m. Den samlar nekar och pollen från ett flertal blommande växter, som tistlar, inkarvilleor, tryar, buddlejor, Lagerströmiasläktet, sippor, spiror, mjölke, Dipsacus inermis (en art ur kardväddsläktet) och decorum-rhododendron (Rhododendron decorum). Flygtiden varar från slutet av maj till september.

## Utbredning
Bombus festivus finns i Himalaya, Tibet och angränsande kinesiska provinser (Yunnan, Sichuan, Hubei samt Guizhou).